# 贵阳北站 (地铁)
贵阳北站是贵阳轨道交通1号线的地铁车站，位于中华人民共和国贵州省贵阳市观山湖区国铁贵阳北站地下，2017年12月28日开启试运营。该站曾是1号线的东端总站，2018年12月1日1号线东段开通后成为中途站。该站可与国铁贵阳北站无缝换乘。
2009年，贵阳轨道交通1号线开始筹建。2010年9月3日《贵州市城市快速轨道交通建设规划》经国务院批准下达批复，并开始起步建设。项目成为2013年度西部开发新开工重点工程，总投资为193.7亿元人民币。贵阳北站为中间站。

## 结构

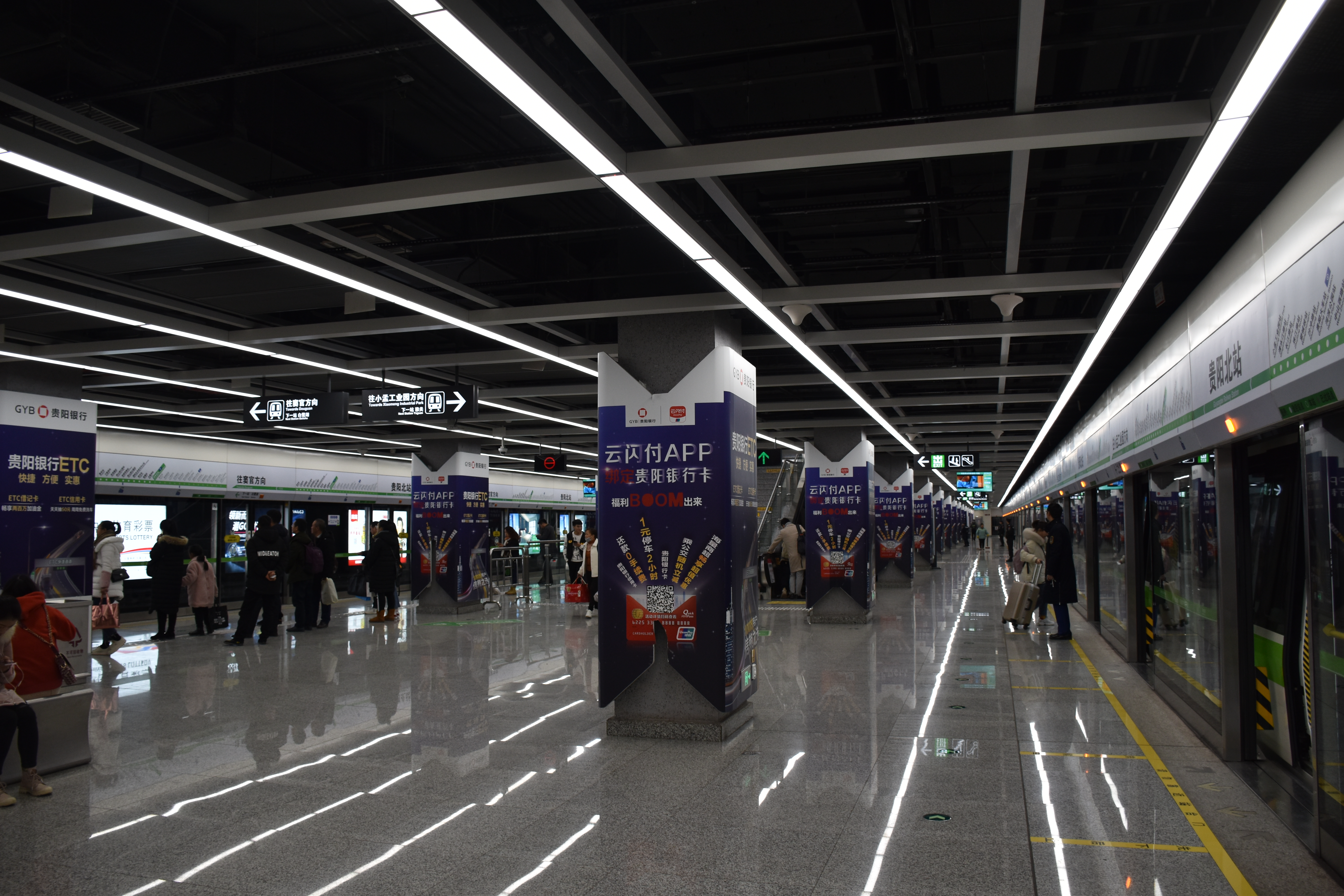
车站站台

该站位于贵阳市观山湖区西二环东侧，国铁贵阳北站下方，方向与国铁站垂直，为地下车站。车站设两个岛式站台，站台位于下层，站厅位于上层。站台西端设两条存车线。
车站设4个出口，其中A、B出口位于国铁贵阳北站站体内，邻近国铁进站口及出站口，A出口邻近贵阳北站公交枢纽站。C出口则位于贵阳北站西广场东北角，出发平台下方，邻近国铁站售票处。D出口则位于西广场东面，贵阳北站站体正前方，暂未开放。

## 車站週邊

### 火车站
- 贵阳北站